# Manuel Lozano Garrido

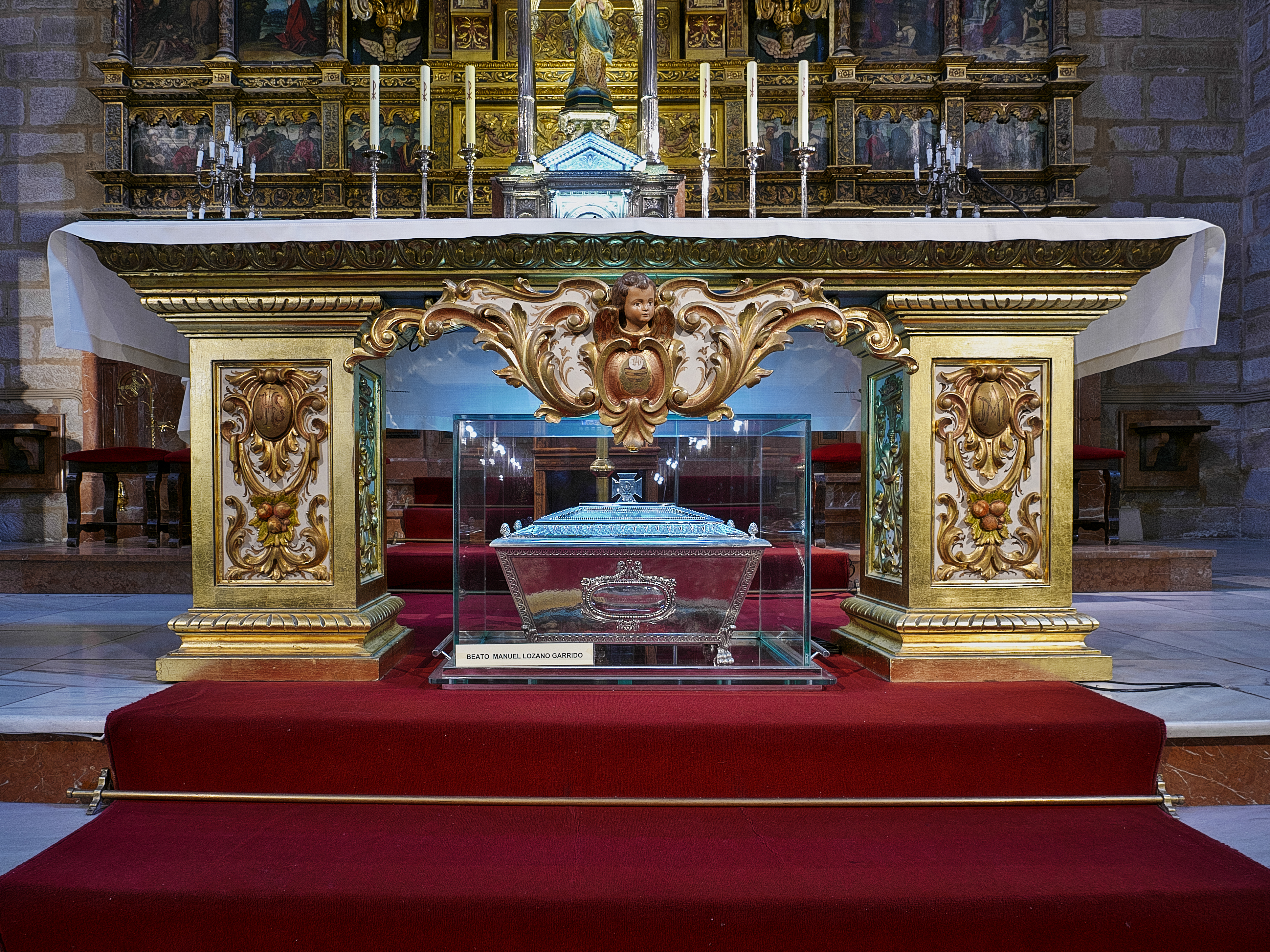
Urna relicario, Basílica de Santa María la Mayor (Linares).

Manuel Lozano Garrido, A.C., conocido como Lolo, (Linares, Jaén, 9 de agosto de 1920 - ibídem, 3 de noviembre de 1971) fue un escritor y periodista español. Ha sido declarado beato por la Iglesia católica.

## Biografía
Fue un escritor y periodista miembro de Acción Católica. Estuvo enfermo con parálisis lo que le obligó a vivir 29 años en silla de ruedas y en sus 9 últimos años de vida además quedó ciego.
El cardenal Antonio María Javierre Ortás, en la presentación de su biografía, dijo sobre él:

Conociendo la predilección que nutre el Papa con los jóvenes y enfermos, cabe imaginar el gozo con que Juan Pablo II habrá de dar su bienvenida a Lolo, al hacer su ingreso en la Congregación de los Santos. (...) No es difícil suponer la alegría que le espera a Juan Pablo II viendo a un inválido ascender a la gloria de Bernini. Conviene que la Congregación de los Santos convierta las escaleras en rampas. No me consta de precedentes de una subida en silla de ruedas. Por ello me encanta pensar que la Providencia haya reservado a “Lolo” el privilegio de semejante primado.
Cardenal Javierre

## Proceso de canonización
El 17 de diciembre de 2007 el Papa Benedicto XVI decretaba como heroicas la vida y virtudes de Manuel Lozano. Dos años más tarde, sus restos mortales fueron trasladados al convento de las Carmelitas Descalzas de Linares.
El 29 de septiembre de 2009, la Congregación para las Causas de los Santos aprobaba como milagrosa la curación de un niño, por mediación de Lolo, sancionando el Papa el decreto que reconocía tal milagro, por lo que se fijó su beatificación para el 12 de junio de 2010. El obispo de Jaén destacó su beatificación cuando se le preguntó sobre la Ley de Salud Sexual y Reproductiva y de Interrupción Voluntaria del Embarazo:

...es un canto a la vida, hasta el último instante, desde su silla de ruedas (...) encajando su dolor y su sufrimiento desde una perspectiva muy alta (...) Desde su fe, él es alegre y siempre se le ve con una sonrisa en los labios en esa situación. Otros se desesperan o no ven sentido ya a su situación, a su vida, y piden, incluso, terminar. En cambio, él hasta el último instante fue un canto a su vida. Esta es la gran lección que quizás debamos aprender...
Ramón del Hoyo López, Obispo de Jaén

El 12 de junio de 2010, fue beatificado, en el recinto ferial de Linares, en una Celebración presidida por Angelo Amato, Prefecto de la Congregación para las Causas de los Santos, y concelebrada por el Nuncio Renzo Fratini y una veintena de prelados, entre ellos los cardenales Carlos Amigo, Antonio Cañizares y Rouco Varela, el obispo José Luis Redrado Marchite y el arzobispo Justo Mullor García.
Su hermana Lucy comentó antes de comenzar la ceremonia:

Se me sale el corazón. Estoy muy emocionada. (...) Lolo se hubiera reído de todo esto. Hubiera dicho, pero qué tontos sois. A qué viene todo esto. Era así. Luego le hubiera podido su gran sentido de la amistad, y se hubiera alegrado de ver cuantos amigos se habían reunido hoy aquí.

Al día siguiente, durante el rezo del Ángelus, el Papa Benedicto XVI tuvo unas palabras de recuerdo para Lolo, poniéndolo como ejemplo para periodistas, al ser el primero en ser beatificado:

Fiel laico que supo irradiar con su ejemplo y sus escritos el amor a Dios, incluso entre las dolencias que lo tuvieron sujeto a una silla de ruedas durante casi veintiocho años. Al final de su vida perdió también la vista, pero siguió ganando los corazones para Cristo con su alegría serena y su fe inquebrantable (...) Los periodistas podrán encontrar en él un testimonio de la creencia en el bien que se puede hacer cuando la pluma refleja la grandeza del alma y se pone al servicio de la verdad y las causas nobles.

## Libros
- El Sillón de Ruedas
- Mesa redonda con Dios
- Dios habla todos los días
- Cartas con la señal de la cruz
- Las golondrinas nunca saben la hora
- Bienvenido, Amor
- Reportajes desde la cumbre
- El árbol desnudo
- Ñoño
- Las estrellas se ven de noche (obra póstuma)
- Surtidor del alma (poemas)
- Cuentos en LA sostenido
- 41 artículos de prensa de Lolo (selección)
- Al pie de la tapia (cartas a religiosas)